# 강원특별자치도내수면자원센터
강원특별자치도내수면자원센터(江原道內水面資源센터)은 지방자치법 제114조에 따라 내수면어업 개발을 촉진하고, 담수어류 양식에 관한 조사·시험연구를 위해 설치된 강원특별자치도청 소속기관이다. 강원특별자치도 춘천시 동면 소양강로 343에 위치하고 있다.

## 같이 보기
- 강원특별자치도청